# قصيدة لاعب النرد
قصيدة لاعب النرد قصيدة للشاعر محمود درويش، وهي إحدى قصائد ديوانه الأخير «لاأريد لهذه القصيدة أن تنتهي» الذي صدر بعد وفاته عن دار رياض الريس عام 2009، وجمع هذا الديوان الكاتب إلياس خوري. وإصرار درويش على اختيار عنوان الديوان يهدف ليبقى دور الشاعر مفتوحًا للصدف والإحتمالات المتعدّدة، ومنها أن يكمل شاعر آخر القصيدة، أي أنّ النصّ الفلسطينيّ في حالة صيرورة ويمثّل قضيّة الفلسطينيّ حسبما تأخذه الصدفة، فالنصّ هو بيت القصيد وليس الشاعر. وهنا تبرز ثيمة درويش وهي الغائب الحاضر، والمعروف أنّ درويش يرى أنّه من واجبنا خلق أمل ما، حتّى لو كان مصطنعًا بدلًا من قبول كابوس الواقع، وذلك محاولة لإنتاج احتمالات لا نعلم كيف ستخيّب ظنّ العدم يومًا ما. وتختلف أشعار درويش في الستينيات عن الثمانينيات والتسعينيات بأسلوبها السهل والتي أصبحت معقدة ومليئة بالأساطير والرموز اللغوية. وقصيدته هذه تجمع أفضل ما في المرحلتين.

## عن القصيدة
استطاع محمود درويش أن يخلق لنفسه نهجاً متفرداً في قصائده كافة. وفي لاعب النرد حاول درويش أن يجعل منها سيرة ذاتية من واقعه الفلسطيني تحت الاحتلال، إيماناً منه بأن الشعر والكتابة هي المنطلق للتغيير والتحرر. وتتطرق القصيدة للوجود الإنساني الذي يخضع للعدم والصدفة ومفارقات الحياة الساخرة. يستهلّ درويش قصيدته باستفهام مفاجئ: "مَنْ أنا لأقول لكم/ ما أقول لكم؟"، ليشرح لنا المصادفات الّتي أسهمت في حياته حتّى من قبل أن يولد ولغاية أيّامه الأخيرة، باستخدام تقنيّة تيّار الوعي، وهي تقنية انعكاس لفوضى الواقع الحداثيّ، وعبثيّة دور الفرد بشكل عامّ. وفي قوله "لا دور لي في القصيدة إلّا/ إذا انقطع الوحي/ والوحي حظّ المهارة إذ تجتهدْ/" يأكد الشاعر الرسالة الأفلاطونية أن الشعر هو مجرد إلهام إلهي تختارالآلهة ممثليها من البشر لإيصال القصيدة فقط.

## من نص القصيدة
مَنْ أَنا لأقول لكمْ
ما أَقول لكمْ؟
وأَنا لم أكُنْ حجراً صَقَلَتْهُ المياهُ
فأصبح وجهاً
ولا قَصَباً ثقَبتْهُ الرياحُ
فأصبح ناياً...
أَنا لاعب النَرْدِ،
أَربح حيناً وأَخسر حيناً
أَنا مثلكمْ
أَو أَقلُّ قليلاً...
وُلدتُ إلى جانب البئرِ
والشجراتِ الثلاثِ الوحيدات كالراهباتْ
وُلدتُ بلا زَفّةٍ وبلا قابلةْ
وسُمِّيتُ باسمي مُصَادَفَةً
وانتميتُ إلى عائلةْ
مصادفَةً،
ووَرِثْتُ ملامحها والصفاتْ
وأَمراضها:
أَولاً - خَلَلاً في شرايينها
وضغطَ دمٍ مرتفعْ
ثانياً - خجلاً في مخاطبة الأمِّ والأَبِ
والجدَّة - الشجرةْ
ثالثاً - أَملاً في الشفاء من الانفلونزا
بفنجان بابونجٍ ساخنٍ
رابعاً - كسلاً في الحديث عن الظبي والقُبَّرة
خامساً - مللاً في ليالي الشتاءْ
سادساً - فشلاً فادحاً في الغناءْ...
ليس لي أَيُّ دورٍ بما كنتُ
كانت مصادفةً أَن أكونْ
ذَكَراً ...

## وصلات خارجية
- https://www.youtube.com/watch?v=IXBMA5croUo